# Stanley Cup 2009
La finale della Stanley Cup 2009 è stata una serie al meglio delle sette gare che ha determinato il campione della National Hockey League per la stagione 2008-09. Al termine dei playoff, i Pittsburgh Penguins, campioni della Eastern Conference, si sfidarono contro i Detroit Red Wings, campioni nella Western Conference. I Red Wings nella serie finale di Stanley Cup usufruirono del fattore campo, in virtù del maggior numero di punti ottenuti nella stagione regolare, 112 punti contro i 99 dei Penguins. La serie iniziò il 30 maggio e finì il 12 giugno con la conquista da parte dei Penguins della Stanley Cup per 4 a 3.
Il successo dei Penguins, insieme a quello ottenuto dagli Steelers nel Super Bowl XLIII quattro mesi prima, diede alla città di Pittsburgh il privilegio di ospitare nello stesso anno i campioni del Super Bowl e della Stanley Cup. Tuttavia anche Detroit raggiunse questo traguardo quando nel 1952 vinsero sia i Tigers (NFL) che i Red Wings (NHL). Già una volta nella storia di Pittsburgh due delle sue squadre sportive si imposero in meno di un anno (i Pirates vinsero le World Series del 1979 fra due successi degli Steelers nel Super Bowl XIII del 1979 e il Super Bowl XIV del 1980).
I Red Wings cercarono di ripetere la doppietta già ottenuta nel 1997 e nel 1998. I Red Wings furono anche la prima squadra a raggiungere la finale Stanley Cup per due anni consecutivi dopo il lockout del 2005. I Penguins divennero la prima squadra capace di vincere la Stanley Cup dopo averla persa l'anno prima dai tempi degli Edmonton Oilers, quando nel 1984 vinsero il titolo dopo la sconfitta in finale nella stagione precedente. Fu inoltre la terza volta che Gara 7 di Stanley Cup fu vinta dalla squadra ospite, dopo i Montreal Canadiens nel 1971 e i Toronto Maple Leafs nel 1945.

## Contendenti

### Pittsburgh Penguins
Dopo aver disputato 57 partite di stagione regolare nella stagione 2008–09, i Pittsburgh Penguins avevano un record di 27–25–5, cinque punti al di sotto della zona d'accesso ai playoff. La dirigenza decise di allontanare l'allenatore Michel Therrien e di sostituirlo con Dan Bylsma, tecnico della squadra affiliata ai Penguins in American Hockey League, ovvero Wilkes-Barre. Sotto la gestione di Bylsma la squadra cambiò passo, con un parziale di 18–3–4, con una sola sconfitta nel mese di marzo. Prima della chiusura del mercato i Penguins acquistarono Chris Kunitz e Bill Guerin rispettivamente dagli Anaheim Ducks e dai New York Islanders.
I Penguins riuscirono a qualificarsi per i playoff per la terza stagione consecutiva, mancando però nella conquista del titolo dell'Atlantic Division. Cominciarono i playoff in quarta posizione nell'Eastern Conference con 99 punti. Il primo turno dei playoff fu nel derby acceso contro i Philadelphia Flyers. Battuti i Flyers superarono successivamente i Washington Capitals e Carolina Hurricanes, arrivando alla seconda finale di Stanley Cup consecutiva.

### Detroit Red Wings
Detroit iniziò la stagione 2008–09 come campione uscente della Stanley Cup, dopo un prolungamento del contratto dell'allenatore Mike Babcock per tre anni. Marián Hossa firmò per i Red Wings dopo aver rifiutato un contratto da 49 milioni di dollari offerto dai Penguins, per i quali aveva disputato i playoff nella stagione 2007–08. I Red Wings ingaggiarono inoltre Ty Conklin, anche lui ex-giocatore dei Penguins nel corso della stagione 2007–08.
I Red Wings trionfarono nella Central Division con 112 punti, classificandosi al secondo posto nella Western Conference. Nel primo turno sconfissero gli esordienti Columbus Blue Jackets, nelle semifinali di Conference gli Anaheim Ducks mentre in finale sconfissero i rivali dei Chicago Blackhawks. Nelle ultime quattordici stagioni per Detroit questa fu la sesta finale di Stanley Cup.

## Serie

### Gara 1
| Arbitri: | Paul Devorski Dennis LaRue |

|                 |           |                                             |
| Fedotenko 18:37 | Marcatori | 13:38 Stuart 39:02 Franzén 42:46 Abdelkader |

### Gara 2
| Arbitri: | Bill McCreary Marc Joannette |

|              |           |                                                |
| Malkin 16:50 | Marcatori | 24:21 Ericsson 30:29 Filppula 42:47 Abdelkader |

### Gara 3
| Arbitri: | Paul Devorski Dennis LaRue |

|                                |           |                                               |
| Zetterberg 06:19 Franzén 11:33 | Marcatori | 04:48, 59:03 Talbot 15:57 Letang 50:29 Gončar |

### Gara 4
| Arbitri: | Bill McCreary Marc Joannette |

|                         |           |                                                        |
| Helm 18:19 Stuart 20:46 | Marcatori | 02:39 Malkin 28:35 J. Staal 30:34 Crosby 34:12 Kennedy |

### Gara 5
| Arbitri: | Paul Devorski Dennis LaRue |

|  |           |                                                                            |
|  | Marcatori | 13:32 Cleary 21:44 Filppula 28:35 Kronwall 31:34 Rafalski 35:40 Zetterberg |

### Gara 6
| Arbitri: | Bill McCreary Marc Joannette |

|              |           |                              |
| Draper 48:01 | Marcatori | 20:51 J. Staal 45:35 Kennedy |

### Gara 7
| Arbitri: | Paul Devorski Bill McCreary |

|                     |           |                |
| Talbot 21:13, 30:07 | Marcatori | 53:53 Ericsson |

## Roster dei vincitori
| Vincitori della Stanley Cup 2009 Pittsburgh Penguins | Portieri: Marc-André Fleury, Mathieu Garon Difensori: Hal Gill, Alex Goligoski, Rob Scuderi, Mark Eaton, Philippe Boucher, Brooks Orpik, Sergej Gončar (A), Kris Letang Attaccanti: Pascal Dupuis, Jordan Staal, Bill Guerin, Chris Kunitz, Mike Zigomanis, Petr Sýkora, Matt Cooke, Maxime Talbot, Ruslan Fedotenko, Craig Adams, Eric Godard, Tyler Kennedy, Evgenij Malkin (A), Miroslav Šatan, Sidney Crosby (C) Staff Tecnico: Dan Bylsma (Allenatore), Mike Yeo (Ass. allenatore), Tom Fitzgerald (Ass. Allenatore) |